# Осада Стародуба (1535)
Осада Стародуба — событие русско-литовской войны 1534—1537 годов, в память о котором эта война также называется Стародубской. Объединённое войско Великого княжества Литовского и Королевства Польского осадило в 1535 году русский город Стародуб в Северской земле и после продолжительного сопротивления взяло его, учинив среди населения жестокую массовую резню (по сообщениям русских летописей, 13 000 мирных жителей «порезали, как овец»), выбивавшуюся из практики того времени.

## Предыстория
В ходе кампании 1534 года литовцы уже осаждали Стародуб, однако эта попытка осталась столь же безрезультатной, как и осады ряда других русских городов, таких как Смоленск и Чернигов. В ответ русские силы зимой 1535 года совершили несколько рейдов вглубь Литвы, доходя до Вильны и Новогрудка. После этого Литве пришлось обратиться за военной помощью к Польше, объединённой с ней личной унией. В летнюю кампанию 1535 года польские и литовские войска во главе с Яном Тарновским и Юрием Радзивиллом решили не идти на хорошо укреплённый Смоленск и нанесли удар на южном направлении. Взяв 16 июля Гомель, они спустя 15 дней подошли к Стародубу. Одновременно союзные с Литвой крымские татары напали на Рязанскую землю, из-за чего значительные силы Русского государства были направлены на отражение их набега и не смогли прийти на помощь Стародубу.

## Ход осады
Осада Стародуба началась 30 июля 1535 года. Город был хорошо укреплён и имел сильный гарнизон во главе с Фёдором Телепневым-Оболенским. По данным историка Михаила Крома, в городе находилось от 15 до 20 тысяч человек, что было сопоставимо с количеством осадного войска. М. Кром также отмечает то, что чуть ли не основную массу осадного войска составляли панские и княжеские вооружённые слуги. При этом в Стародубе было много небоеспособного населения, в том числе детей, женщин и стариков.
Благодаря самоотверженной обороне русского гарнизона и горожан, подтверждаемой русскими и польско-литовскими источниками, а также тому, что осаждавшие не имели численного перевеса над осаждёнными, осада длилась около месяца и сопровождалась взаимным артиллерийским обстрелом. В лагере осаждавших наблюдалось трение между командующими со стороны Великого княжества Литовского и Королевства Польского. Это проявлялось в том, что польский лагерь стоял отдельно. Причина была в том, что Тарновский не доверял Радзивиллу. Не решаясь пойти на штурм, поляки и литовцы решили действовать с помощью подкопа под стены, который был сделан под руководством наёмного Ербурда. Правда, поляки не участвовали в организации подкопа, так как Тарновский не выделил для этого людей. Когда подкоп был готов, в него были помещены мины, которые были приведены в действие 29 августа, с помощью них городская стена была взорвана в нескольких местах. Далее осаждающие пошли на штурм города, во время которого ими были использованы осадные приспособления для разрушения стен и растаскивания завалов в виде длинных крюков («вороны»). Упорное сопротивление защитников города дважды позволяло выбить литовцев и поляков из города, однако во время второй вылазки, в ходе которой Телепнев-Оболенский дошёл вплоть до литовского лагеря, осаждавшим удалось прижать его к телегам и взять в плен. Солдаты Радзивилла подожгли город, там начался сильный пожар, хотя некоторые солдаты русского гарнизона всё ещё пытались отбиваться от противников. Однако в результате этих событий Стародуб был захвачен польско-литовским войском.

## Последствия
Овладев городом, Тарновский и Радзивилл предали его огню и разрушили до основания. По данным различных источников, Тарновский велел казнить уцелевших защитников города, а также «чернь», которую «сажали улицами да обнажали да секли». Казни пленных детей боярских перед шатром Тарновского продолжались целый день. Лишь небольшую часть пленных оставили в живых и увели в Литву, среди них — наиболее знатных воевод — Фёдора Телепнева-Оболенского, С. Ф. Сицкого, Ф. П. Сицкого. Спустя десятилетия резня в Стародубе оставалась в памяти современников. В частности, о ней перед литовскими послами в 1563 году вспоминал Иван Грозный, противопоставляя ей своё обращение с пленными во взятом Полоцке: «в наши не в свершенные лета отец государя вашего Жигимонт король прислал своих людей с бесермены к нашей вотчине к Стародубу, и город взяли, и воевод наших, и детей боярских с женами и с детьми многих поимали и порезали, как овец».
По сообщению Пискаревского Летописца, захват войском Великого княжества Литовского и Королевства Польского города Стародуба, а также угроза прорыва польско-литовских войск вглубь территории Русское государство побудило Государыню всея Руси Елену Глинскую построить город Почеп, как преграду войскам великого князя литовского и короля польского Сигизмунда I. Однако после Стародуба польско-литовские войска заняли Почеп (его сожгли сами горожане) и Радогощ, что позволило им установить свой контроль над всей Северщиной.
Попытки литовцев, по требованию короля Сигизмунда, удержать занятую ими Северщину не увенчались успехом. Укрепления разрушенного Стародуба не были восстановлены, а польские наёмники в связи с нехваткой денег в казне объявили о прекращении участия в войне и отправились домой. Также немаловажную роль сыграло отсутствие поддержки среди местного населения. Единственным приобретением Литвы, которое она смогла сохранить за собой, остался Гомель, где литовцам помогла сохранность структур старой знати.